# Economia de subsistència

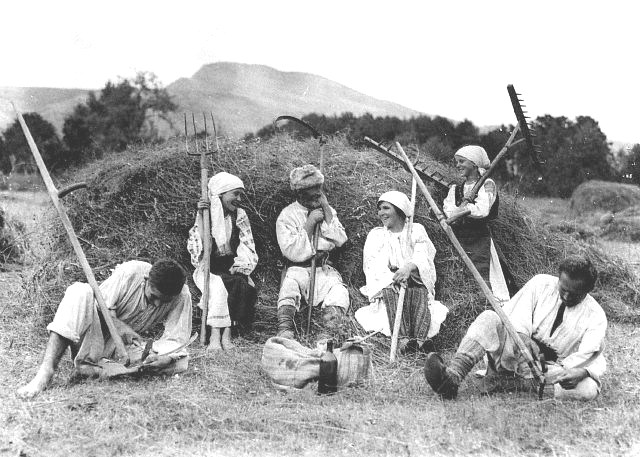
Sega a Romania el 1920

L'economia de subsistència és l'economia que es basa en l'agricultura i la ramaderia amb explotacions, generalment familiars, per a l'alimentació, abric i habitatge de la pròpia família o grup social i en la qual no es produeixen excedents que permetin el comerç o, en cas que es produïsquen, aquests són escassos i es destinen de forma immediata a la barata amb altres famílies o grups socials.
Les economies camperoles de subsistència són un complex variable de cultura a cultura, d'any a any i d'una estació a una altra. Aquestes economies combinen activitats productives amb activitats extractives com ara serrada, caça, pesca, recol·lecció de fruits, llavors, fibres silvestres, herbes i altres productes no conreats, mineria d'al·luvions aurífers, etcètera, amb treball remunerat ja siga en diners o com a bescanvi per habitatge, accés a la terra de cultiu o producció agrícola o pecuària. Les economies camperoles de subsistència són «empreses familiars», car amb freqüència s'hi comptabilitzen també els ingressos per remeses, és a dir, els diners aportats periòdicament per membres de la família que treballen assalariats o en l'economia informal, lluny de la unitat familiar de producció. Aquestes remeses també es donen en economies familiars urbanes i poden ser substancials. En totes les economies camperoles es donen, a més, activitats artesanals de manufactura: teixits, ceràmica, talla de fusta, etcètera, per a produir estris, utensilis i eines per a l'acte-consum, la barata i el comerç. Igualment, en totes les economies de subsistència se cerca una comercialització dels excedents de les diverses activitats.

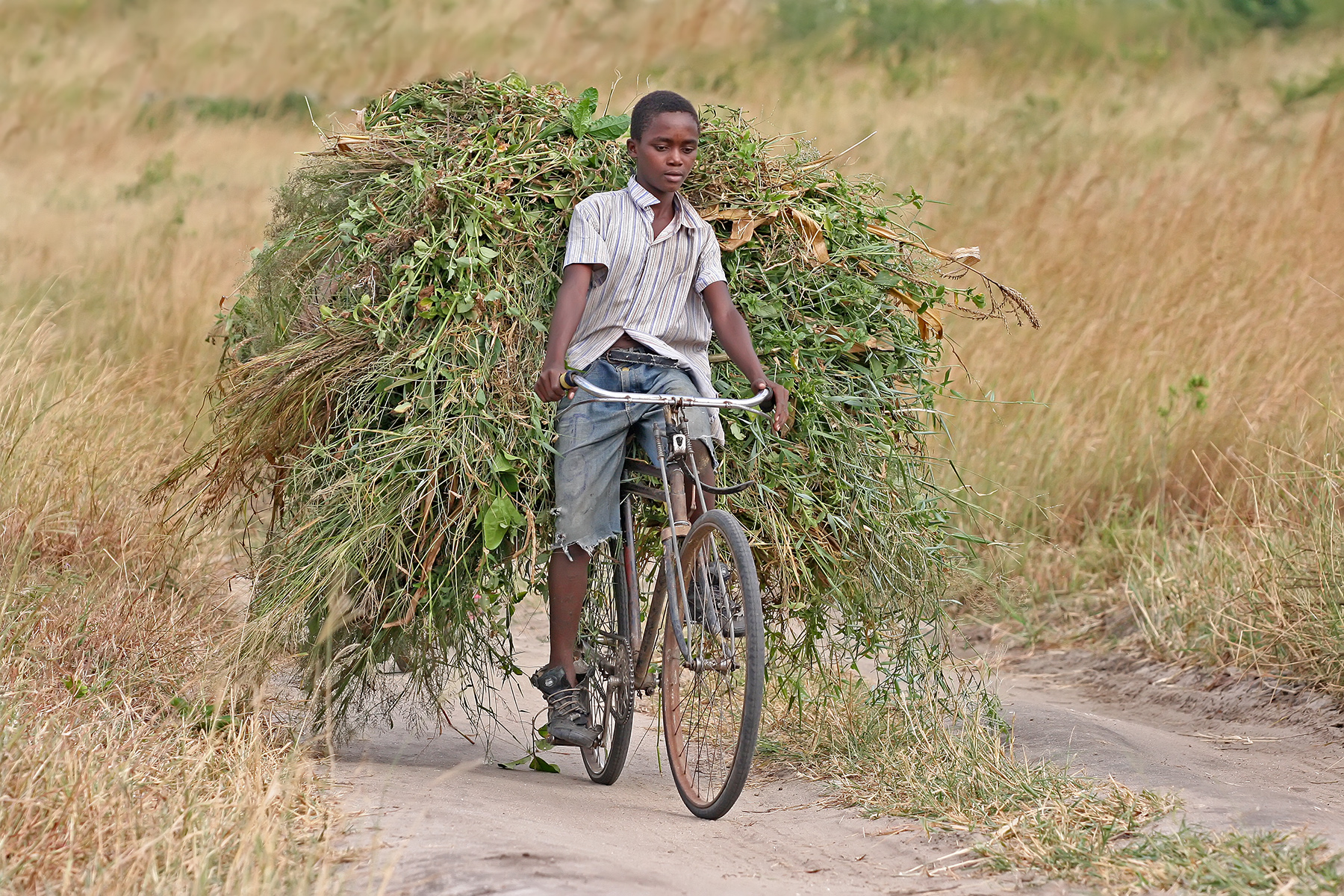
Transport de farratge a Tanzània

El vector de composició de les activitats d'una economia camperola pot canviar a curt termini i en general està subjecte als cicles interanuals del clima (temperatura, pluges, vents…) que defineixen la fenologia (germinació, floració, fructificació, defoliació, etc.) de les plantes silvestres i de cultiu i, en menor grau, de la de la producció animal (naixement, creixement i reproducció).
L'anàlisi de les economies camperoles de subsistència combina la comptabilitat de l'esforç laboral, amidat en dies/persona o jornals, dedicats a una activitat durant un any o estació amb la rendibilitat, en termes de valor agregat, de la producció derivada d'aquesta activitat, amidada als preus locals de mercat.

## Història

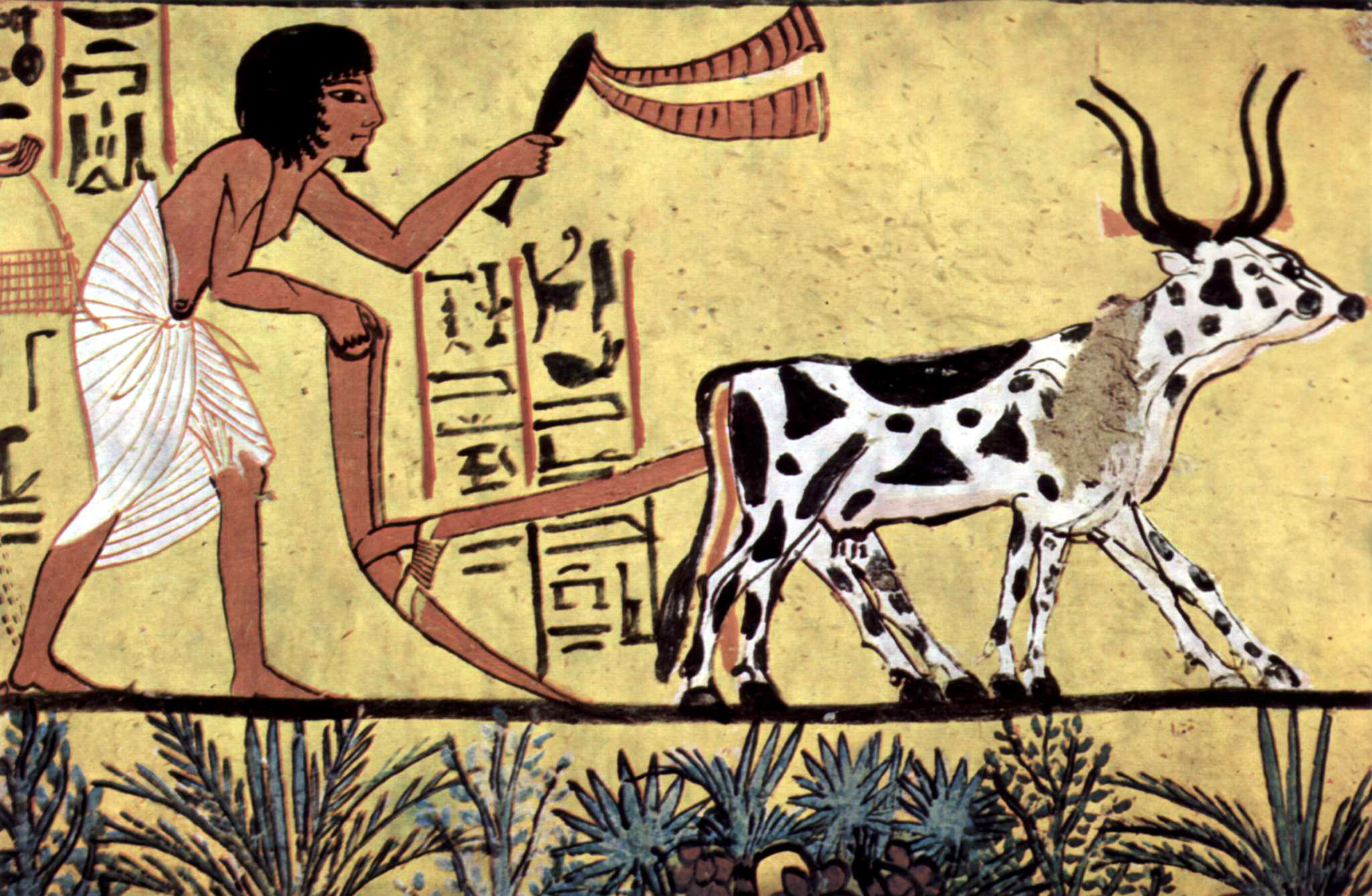
Gravat egipci (1200 aC)

La història dels diferents models econòmics i sistemes d'organització social per a la subsistència humana a la Terra ha estat en general condicionada per la capacitat de càrrega dels ecosistemes que ha ocupat: la disponibilitat d'aliments i aigua, i la tranquil·litat suficient per a poder menjar i reproduir-se. Això no obstant, la relació entre els humans i l'ús dels recursos per a la seva subsistència ha estat diversa i canviant amb el temps.
Un tipus de relació, que va durar el 99% de la història al món occidental (més de cinquanta mil generacions), és la societat caçadora-recol·lectora, que en col·lapsar va donar pas a la societat agrícola, que durà unes quatre-centes generacions. Aquesta també va acabar col·lapsant i, amb la Revolució Industrial, va començar la fase d'alta energia, el model del qual, en quatre generacions, està avui en crisi, a punt del col·lapse.

## Avantatges
1. És un sistema en el qual no depens de la societat per a sobreviure. Dit d'una altra manera, és un sistema en el que es premia l'autosuficiència de l'individu i, per tant, cadascú produeix el que ell o ella mateixa consumirà.
2. Aquest sistema fomenta l'intercanvi i la reducció de les despeses i el malbaratament de productes, sobretot en referència a l'àmbit alimentari. Cadascú genera els seus propis ingressos.
3. A més, aquest sistema pretén que cada persona tingui el més bàsic per a poder viure. Per això, és un sistema generós i empàtic, no només amb els col·lectius, sinó que també amb el planeta.

## Desavantatges
Això no obstant, en aquests sistema es depèn de factors externs, com ara en el clima o, en general, de la natura. És poc viable portar a terme aquest mètode en un país desenvolupat per motiu que tot està basat en l'economia global i en l'explotació de recursos, i impossible sobreviure sense el col·lectiu.